# ديفيد فيرنون
ديفيد فيرنون (بالإنجليزية: David Vernon)‏ هو كاتب أسترالي، ولد في 1965 في كانبرا في أستراليا.